# 基爾納赫河
47°49′16.8″N 10°38′5.3″E / 47.821333°N 10.634806°E

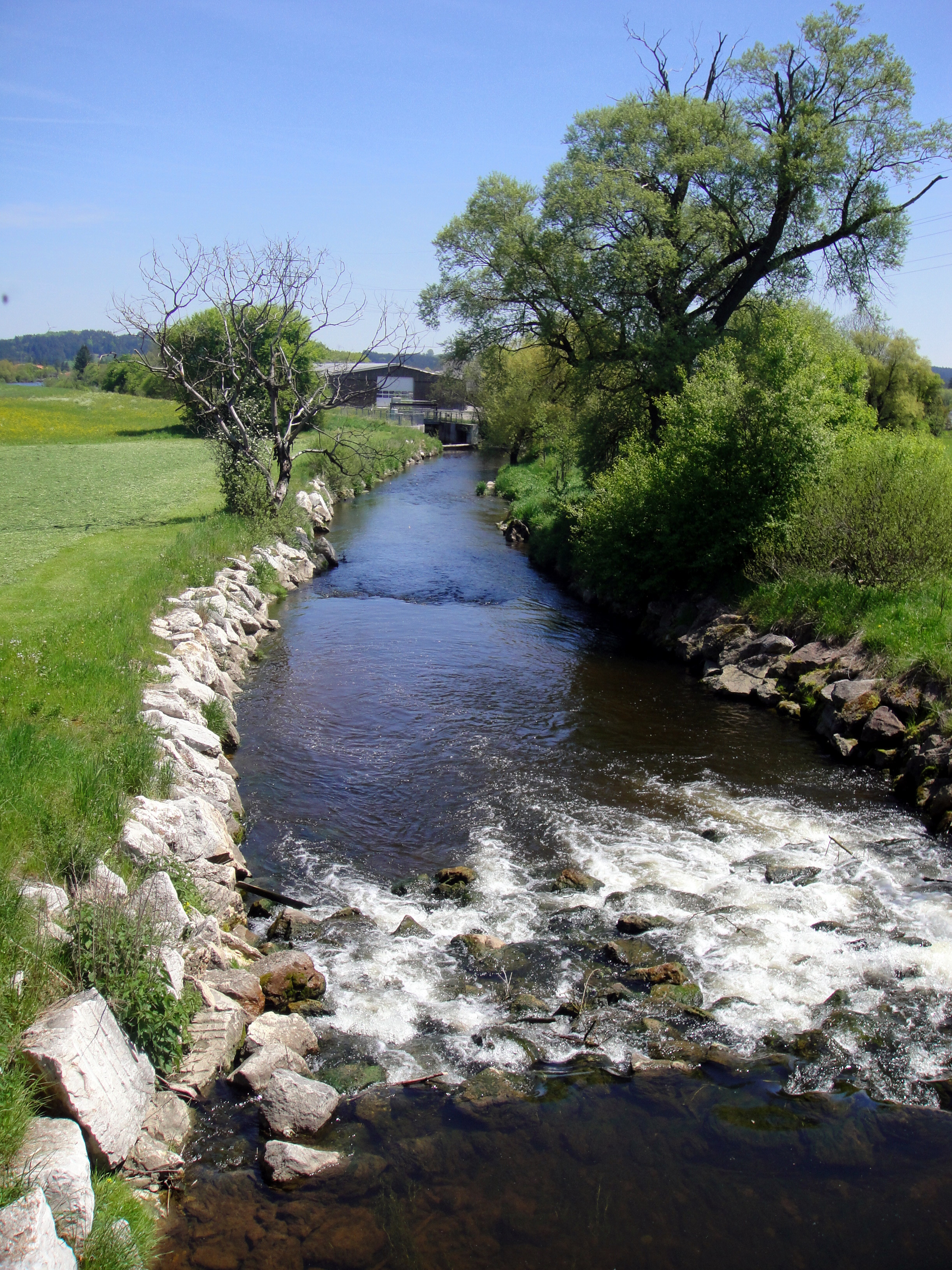
基爾納赫河

基爾納赫河（德語：Kirnach），是德國的河流，位於該國東南部，由巴伐利亞負責管轄，處於上阿爾高縣，屬於韋爾塔赫河的支流，河道全長32公里，流域面積105平方公里。